# Zona iporreica

Zona iporreica: flusso iporreico e ritenzione del soluto

La zona iporreica (hyporheic zone) è la porzione del letto del fiume dove per mezzo di gradienti fisico/chimici si verifica lo scambio di massa e di flusso, noto come scambio iporreico, tra le acque superficiali e le acque sotterranee. 
Costituisce un argomento di crescente interesse negli ultimi anni data la rilevanza sull'impatto ambientale e il significativo contributo alla riduzione della concentrazione di agenti inquinanti disciolti nei sistemi acquatici (es. fiumi e corsi d'acqua in generale). Studi precedenti focalizzano l'attenzione quasi esclusivamente sui processi inerenti alle acque sotterranee e superficiali, trascurando i fenomeni generati dalla loro interazione. La conoscenza approfondita dei meccanismi aventi luogo in questa zona di interscambio è fondamentale per la prevenzione dei rischi associati al trasporto di contaminanti negli ambienti acquatici e per lo sviluppo di strategie sostenibili ed economiche per la depurazione delle acque superficiali.
La zona iporreica contribuisce significativamente alla rimozione degli agenti inquinanti dall'acqua superficiale attraverso la combinazione di diversi processi quali biodegradazione, azione della comunità microbica (biofilm), assorbimento e desorbimento.
Il flusso iporreico trasporta l'acqua del fiume e i contaminanti in essa disciolti nell'alveo (downwelling) dove sono temporaneamente trattenuti e trasformati attraverso reazioni chimiche con conseguente riduzione della concentrazione degli agenti chimici nell'upwelling.

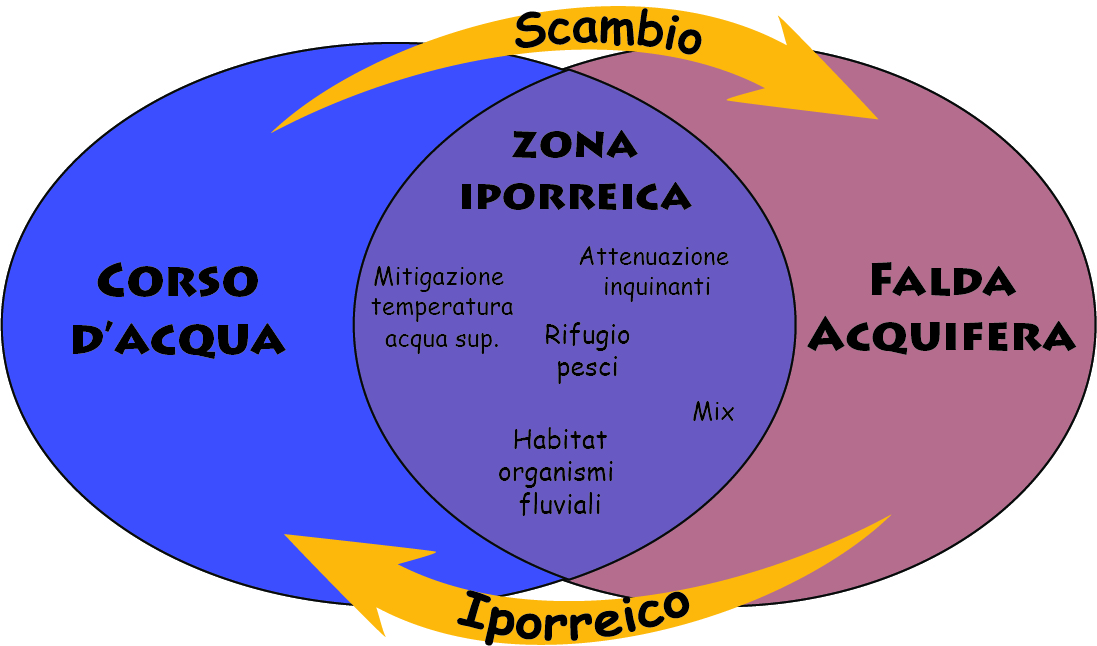
Principali processi zona iporreica

La zona iporreica favorisce svariati vantaggi:
- Fornire un habitat e un rifugio per diverse specie di pesci, piante acquatiche e organismi interstiziali;

- Riduzione della concentrazione degli agenti inquinanti nelle acque superficiali;
- Controllo dello scambio di flusso tra il fiume e le acque sotterranee;
- Mitigazione della temperatura dell'acqua del fiume.

## Etimologia
Il termine "iporreico" è stato originariamente coniato da Traian Orghidan nel 1959 dalla combinazione di due parole greche: "hypò" (sotto) e "Rheos" (flusso).
La zona iporreica è un argomento condiviso da svariate discipline, quali idrologia, ecologia e biologia. Per tale ragione la definizione e l'identificazione fisica della suddetta area si differenzia tra i vari ambiti. Particolarmente significativa è la distinzione tra il ramo idrologico e quello ecologico.

## Definizione della zona iporreica: idrologia contro ecologia
In idrologia l'attenzione è focalizzata principalmente sullo scambio di flusso tra le acque superficiali e i sedimenti iporreici. White definisce la zona iporreica come " l'ambiente interstiziale saturo al di sotto del letto del fiume, e nelle rive del canale, contenente una porzione dell'acqua superficiale o alterato dall'infiltrazione di quest'ultima".
Per Valett la regione iporreica rappresenta " la porzione del sottostrato del canale o fiume che interagisce con le acque superficiali " mentre secondo la definizione di Triska questa coincide con "la zona sub-superficiale in cui le acque sotterranee e quelle del canale coesistono, in cui l'acqua superficiale costituisce tra 10% e il 98% del volume totale".
Gli ecologisti, invece, si incentrano principalmente sull'investigazione dell'ecosistema iporreico mediante l'identificazione delle comunità microbiche, macroinvertebrati o in generale di organismi con permanenza fissa o temporanea. Da questo punto di vista la zona iporreica può essere definita come " un ecotono attivo tra le acque superficiali e quelle di falda" o " l'ambiente interstiziale caratterizzato dalla presenza di animali fluviali ad una profondità non maggiore di alcuni metri al di sotto del fiume".

### Individuazione fisica della zona iporreica
La difformità concettuale riscontrata nella definizione della zona iporreica tra l'ambito idrologico e ecologico è osservata anche circa l'inviduazione fisica della sua estensione. Secondo studi preliminari, principalmente in campo ecologico, l'area interessata dallo scambio iporreico è localizzata fino ad una profondità di 0.1-0.2 m al di sotto del letto del fiume. Lavori più recenti dimostrano che la zona iporreica può presentare uno sviluppo verticale fino ad alcuni metri.

#### Individuazione ecologica
Per gli ecologisti la zona iporreica è caratterizzata un'estensione variabile tra pochi centimetri e qualche metro al di sotto del corso d'acqua ed è identificata mediante l'analisi della distribuzione della fauna.
Orghidan e Schwoerbel dimostrano che la presenza di organismi fluviali nell'area di scambio iporreico è limitata a specifici momenti di stress ambientale quali inondazioni e siccità.  Questa osservazione porta ad ipotizzare uno sviluppo verticale di pochi centimetri.
Risultati diversi emergono dagli studi di Danielopol, White e Dumas che esaminando la fauna iporreica hanno riscontrato la presenza di organismi con caratteristiche analoghe alla popolazione fluviale fino ad una profondità di 1 m al di sotto dell'alveo. 
Un'estensione ancora maggiore è stata riscontrata da Stanford e Ward:  osservazioni condotte sul fiume Flathead (Montana) dimostrano la presenza di biota fino ad una profondità di 10 m e con uno sviluppo laterale di 3 km. 

#### Individuazione idrologica
L'identificazione idrologica della zona iporreica è incentrata principalmente sullo scambio di flusso tra le acque superficiali e quelle sotterranee. Diverse tecniche possono essere impiegate per la sua dimensionalizzazione. 

##### Identificazione mediante traccianti (tracers)
Questo metodo consiste nell'iniezione di un tracciante in un corso d'acqua per analizzare lo scambio di flusso e la ritenzione del soluto nella zona iporreica. Questi fenomeni sono stimati comparando il tempo trascorso dall'acqua o dal soluto nel canale superficiale e nel substrato iporreico. La scelta del tipo di tracciante svolge un ruolo fondamentale in questi termini.
In Jonsson e al. il flusso iporreico e la ritenzione del soluto sono investigati mediante lo sviluppo di un modello di 'transient storage' (TSM) e l'utilizzo di due differenti tipologie di tracciante. Un diverso comportamento è stato riscontrato tra il tracciante reattivo (Cromo (51Cr (III)) e quello conservativo (Trizio (3H)).  Il cromo attraversa la zona iporreica fino ad una profondità di 6 cm e parte di esso viene assorbito dai sedimenti iporreici generando una riduzione della sua concentrazione del 76% nell'acqua superficiale. Il trizio al contrario penetra verticalmente fino a 10 cm .
Un approccio simile è utilizzato anche da Fuller e Harvey per l'analisi dei metalli disciolti nel fiume Pinal Creek (Arizona) sostituendo il modello di trasporto transiente con uno stazionario. Un'elevata concentrazione del metallo (75-96% in base al tipo di metallo) è rilevata nella porzione più superficiale dello strato iporreico (0-3 cm) per poi subire una riduzione a maggiori profondità a seguito dell'assorbimento da parte dei sedimenti iporreici. In conclusione, l'attenuazione della concentrazione dei metalli nelle acque superficiali dipende dall'estensione della zona iporreica e dall'entità del flusso iporreico . 
Triska e al. analizzano il trasporto e la ritenzione del soluto combinando l'utilizzo di due traccianti (Cloruro (Cl) e Nitrato (NO3⁻)) e pozzetti collocati a diverse distanze dal alveo bagnato. Evidenti differenze emergono tra il cloruro e il nitrato in termini di trasporto e concentrazione. Inoltre la posizione dei pozzi idraulici influisce sulla percentuale di acqua superficiale presente nel flusso iporreico. Sulla base dei dati raccolti la zona iporreica può essere suddivisa in due porzioni :
- Iporreo superficiale: contiene più del 98% dell'acqua superficiale e presenta caratteristiche chimiche simili a quelle del corso d'acqua
- Iporreo interattivo: localizzato al di sotto dell'iporreo superficiale è caratterizzato da gradienti fisico-chimici. La percentuale di acqua superficiale in esso presente varia tra il 10% e il 98% e lo scambio iporreico è guidato principalmente dal trasporto avvettivo. La profondità dello scambio dipende dalla rugosità, permeabilità e morfologia del canale superficiale. Lateralmente si estende fino a 10 m.

##### Identificazione mediante investigazioni geofisiche
Studi dimostrano la possibilità di dimensionare la zona iporreica e quantificare il trasporto di soluto al suo interno mediante investigazioni geofisiche quali GPR (Ground Penetrating Radar) e misure di conducibilità elettrica. Il Georadar consente di determinare la stratigrafia del sedimento iporreico e l'entità della penetrazione del contaminante in esso. La misurazione della conducibilità elettrica invece fornisce informazioni circa la percentuale di acqua superficiale e di falda. 
La combinazione di GPR e la mappatura dei sedimenti è utilizzata da Conant e al. per investigare il trasporto di percloroetilene (PCE) nel flusso di downwelling nel fiume Pine (Angus, Ontario, Canada). La presenza di PCE nell'acqua superficiale consente di individuare le zone di deflusso.  Dalle osservazioni risulta che le aree caratterizzate da un'elevata concentrazione di percloroetilene coincidono con quelle di minor upwelling. In questo modo è possibile individuare le regioni di assorbimento e ritenzione del soluto che risultano localizzate principalmente ad una profondità di 2,5 m al di sotto del alveo. Nelle suddette zone gli agenti inquinanti sono decomposti mediante biodegradazione anaerobica riducendo così la tossicità dell'acqua immessa nel corso principale.
Un metodo alternativo di indagine è presentato da Acworth e Dasey. La combinazione della cartografia elettrica eseguita lungo l'estuario a Hat Head (New South Wales, Australia) e la tomografia elettrica condotta mediante l'installazione di elettrodi in sonde adiacenti ad esso ha reso possibile l'individuazione delle zone di infiltrazione e mix tra l'acqua marina e quella piovana penetrata in falda. I dati raccolti portano a concludere che la zona iporreica presenta uno sviluppo verticale di 10 m. 

##### Identificazione mediante distribuzione della temperatura
La differenza di temperatura tra l'acqua sotterranea (più fredda) e quella superficiale (più temperata) consente l'individuazione della zona iporreica. La distribuzione della temperatura dipende dal gradiente di temperatura e dalla direzione del flusso. Misure di temperatura presentano il vantaggio di essere economicamente convenienti e consentono la localizzazione delle aree di upwelling e downwelling.
Evans e Petts definiscono il profilo di temperatura verticale e longitudinale in due riffles adiacenti nel fiume Blithe (Staffordshire, UK) mediante l'impiego di data logger di temperatura miniaturizzati. In entrambi i casi si osserva che la temperatura in sommità del riffle è prossima a quella del corso d'acqua e decresce proporzionalmente alla profondità nella zona iporreica. Al contrario, la base del riffle è caratterizzata da una temperatura vicina a quella di falda. La distribuzione della temperatura indica pertanto che la testa del riffle è costituita da acqua superficiale di downwelling mentre la coda da acqua sotterranea di upwelling.
Contant sviluppa una relazione empirica tra la temperatura dell'alveo e i dati piezometrici di flusso in grado di stimare lo scambio iporreico sulla base di misurazioni di temperatura. Un modello concettuale basato sulla magnitudo e direzione del flusso consente di distinguere 5 comportamenti:
- Scarico di corto circuito: zone ad alto scarico dovuto alla presenza di condotti artificiali nei sedimenti del substrato. L'acqua di falda raggiunge rapidamente la superficie del corso d'acqua;
- Alto scarico: aree caratterizzate da un elevato downwelling e da linee di flusso sotterranee preferenziali;
- Scarico basso-moderato: aree a basso flusso generate da depositi a bassa/media conducibilità idraulica o basso gradiente idraulico. Questo è il comportamento dominante;
- Senza scarico: regioni contrassegnate da un gradiente idraulico nullo tra il corso d'acqua e l'alveo e prive di flusso verticale. Le acque superficiali e sotterranee fluiscono parallelamente alla direzione del fiume;
- Ricarica: aree soggette ad un gradiente idraulico discendente tra il fiume e l'alveo. Ciò significa che la temperatura dell'acqua superficiale e quella di falda sono essenzialmente equivalenti.

## Caratteristiche della zona iporreica e fattori generanti il flusso iporreico
Le principali differenze tra le acque sotterranee e quelle superficiali riguardano la concentrazione di ossigeno (il corso d'acqua è ricco di ossigeno mentre la falda presenta un'elevata concentrazione di anidride carbonica), la temperatura e il pH. A fronte di ciò la zona iporreica, essendo una regione intermedia tra il corso d'acqua e la falda, è soggetta ad significativo gradiente di temperatura, pH e concentrazione di gas disciolti. Queste variazioni producono reazioni biochimiche e regolano il comportamento dei composti chimici e degli organismi nell'interfaccia di scambio e nell'acquifero adiacente. Un'importante proprietà della zona iporreica è la capacità di attenuazione degli inquinanti fornendo così un significativo contributo al ciclo di energia, di nutrienti e dei composti organici ed esercitando un notevole controllo sul trasferimento dei contaminanti attraverso il bacino idrografico.
I principali fattori generanti lo scambio iporreico risultano:
- Geometria della falda e proprietà idrauliche[34][35];
- Variazione temporale dell'altezza della falda freatica[36];
- Caratteristiche topografiche e permeabilità dell'alveo[37];
- Gradienti orizzontali generati dalla variazione longitudinale della morfologia planimetrica del canale[38].